# Kurt Jahn
Kurt Jahn, nemški general, * 16. februar 1892, † 7. november 1966.